# Агентство Республики Казахстан по регулированию и развитию финансового рынка
Агентство Республики Казахстан по регулированию и развитию финансового рынка (каз. Қазақстан Республикасының Қаржы нарығын реттеу және дамыту агенттігі) - является государственным органом Республики Казахстан, непосредственно подчиненным и подотчетным Президенту Республики Казахстан, осуществляющим руководство в сфере государственного регулирования, контроля и надзора финансового рынка и финансовых организаций, а также иных лиц в пределах компетенции, обеспечивающим надлежащий уровень защиты прав и законных интересов потребителей финансовых услуг, содействующим обеспечению стабильности финансовой системы и развитию финансового рынка.

## История
Первоначально Агентство Республики Казахстан по регулированию и надзору финансового рынка и финансовых организаций было образовано 1 января 2004 года. Оно было непосредственно подчиненно Президенту Казахстана. Указом Президента Республики Казахстан от 12 апреля 2011 года № 25 функции и полномочия Агентства были переданы Национальному банку Республики Казахстан, а Указом Президента Республики Казахстан от 18 апреля 2011 года № 61 был образован Комитет по контролю и надзору финансового рынка и финансовых организаций Национального банка Республики Казахстан.
Указом Президента Республики Казахстан от 11 ноября 2019 года №203 «О дальнейшем совершенствовании системы государственного управления Республики Казахстан» Агентство Республики Казахстан по регулированию и развитию финансового рынка (далее - Агентство) с 1 января 2020 года функционирует в качестве нового государственного органа Республики Казахстан, выделенного из Национального Банка Республики Казахстан.
Агентство определено правопреемником прав и обязательств Национального Банка Республики Казахстан в соответствии с передаваемыми функциями и полномочиями.

## Задачи Агентства
Задачами Агентства являются:
1) регулирование и развитие финансового рынка, в том числе установление стандартов деятельности финансовых организаций, филиалов банков-нерезидентов Республики Казахстан, филиалов страховых (перестраховочных) организаций-нерезидентов Республики Казахстан, филиалов страховых брокеров-нерезидентов Республики Казахстан, создание стимулов для улучшения корпоративного управления финансовых организаций;
2) мониторинг финансового рынка и финансовых организаций, филиалов банков-нерезидентов Республики Казахстан, филиалов страховых (перестраховочных) организаций-нерезидентов Республики Казахстан, филиалов страховых брокеров-нерезидентов Республики Казахстан в целях сохранения устойчивости финансовой системы;
3) сосредоточение ресурсов надзора на областях финансового рынка, наиболее подверженных рискам, с целью поддержания финансовой стабильности;
4) обеспечение надлежащего уровня защиты интересов потребителей финансовых услуг, полноты и доступности информации для потребителей о деятельности финансовых организаций, филиалов банков-нерезидентов Республики Казахстан, филиалов страховых (перестраховочных) организаций-нерезидентов Республики Казахстан, филиалов страховых брокеров-нерезидентов Республики Казахстан и оказываемых ими финансовых услугах, а также повышения уровня финансовой грамотности и финансовой доступности для населения;
5) иные задачи в соответствии с Законом Республики Казахстан "О государственном регулировании, контроле и надзоре финансового рынка и финансовых организаций", другими законами Республики Казахстан и актами Президента Республики Казахстан. 

## Права Агентства
Агентство имеет право:
1) разрабатывать и принимать в пределах своей компетенции нормативные правовые акты, обязательные для исполнения финансовыми организациями, филиалами банков-нерезидентов Республики Казахстан, филиалами страховых (перестраховочных) организаций-нерезидентов Республики Казахстан, филиалами страховых брокеров-нерезидентов Республики Казахстан, потребителями финансовых услуг, другими физическими и юридическими лицами на территории Республики Казахстан;
2) запрашивать и получать безвозмездно от любых физических и юридических лиц, их ассоциаций (союзов), филиалов банков-нерезидентов Республики Казахстан, филиалов страховых (перестраховочных) организаций-нерезидентов Республики Казахстан, филиалов страховых брокеров-нерезидентов Республики Казахстан, а также государственных органов необходимую информацию, в том числе сведения, составляющие служебную, коммерческую, банковскую и иную охраняемую законом тайну;
3) проводить проверки и иные формы контроля и надзора в пределах полномочий, установленных законодательством Республики Казахстан, в том числе с привлечением Национального Банка Республики Казахстан, аудиторских организаций, оценщиков и специалистов в области финансовых технологий;
4) в целях осуществления контрольных и надзорных функций направлять своего представителя, который назначается Агентством из числа его работников, в банки, банковские холдинги, организации, осуществляющие деятельность по управлению инвестиционным портфелем, страховые (перестраховочные) организации, страховые холдинги, организацию, гарантирующую осуществление страховых выплат страхователям (застрахованным, выгодоприобретателям) в случае ликвидации страховых организаций;
5) в случае выявления нарушения законодательства Республики Казахстан в финансовой сфере и деятельности, связанной с концентрацией финансовых ресурсов, принимать меры в порядке, установленном законодательством Республики Казахстан;
6) использовать мотивированное суждение в отношении банков, филиалов банков-нерезидентов Республики Казахстан, организаций, осуществляющих отдельные виды банковских операций, банковских холдингов, крупных участников банка, страховых (перестраховочных) организаций, страховых групп и (или) организаций, входящих в состав страховых групп, филиалов страховых (перестраховочных) организаций-нерезидентов Республики Казахстан, страховых холдингов, крупных участников страховой (перестраховочной) организации, страховых брокеров, филиалов страховых брокеров-нерезидентов Республики Казахстан, организации, гарантирующей осуществление страховых выплат, актуариев, имеющих лицензию на осуществление актуарной деятельности на страховом рынке, профессиональных участников рынка ценных бумаг (за исключением организаций, осуществляющих трансфер-агентскую деятельность), крупных участников управляющих инвестиционным портфелем, руководящих работников, кандидатов на должности руководящих работников банка, филиала банка-нерезидента Республики Казахстан, банковского холдинга, страховой (перестраховочной) организации, филиала страховой (перестраховочной) организации-нерезидента Республики Казахстан, страхового холдинга, страхового брокера, страхового брокера-нерезидента Республики Казахстан, организации, гарантирующей осуществление страховых выплат, профессионального участника рынка ценных бумаг (за исключением организаций, осуществляющих трансфер-агентскую деятельность);
7) принимать ненормативные правовые акты, регулирующие внутреннюю деятельность Агентства;
8) осуществлять иные права, предусмотренные Законом, другими законами Республики Казахстан и актами Президента Республики Казахстан.

## Обязанности Агентства
Агентство обязано:
1) содействовать обеспечению стабильности финансовой системы;
2) осуществлять государственное регулирование, контроль и надзор финансового рынка и финансовых организаций, а также иных лиц в пределах компетенции;
3) обеспечивать надлежащий уровень защиты прав и законных интересов потребителей финансовых услуг;
3) публиковать в средствах массовой информации сведения о финансовых организациях, филиалах банков-нерезидентов Республики Казахстан, филиалах страховых (перестраховочных) организаций-нерезидентов Республики Казахстан, филиалах страховых брокеров-нерезидентов Республики Казахстан, коллекторских агентствах и кредитных бюро (за исключением сведений, составляющих служебную, коммерческую, банковскую или иную охраняемую законом тайну), в том числе информацию о мерах, принятых к ним;
4) рассматривать обращения физических и юридических лиц в пределах своей компетенции в порядке и сроки, установленные законодательством Республики Казахстан;
5) осуществлять иные обязанности, предусмотренные Законом, другими законами Республики Казахстан и актами Президента Республики Казахстан.

## Правление Агентства
Правление Агентства состоит из шести человек.
В состав Правления Агентства входят Председатель Агентства - Абылкасымова Мадина Ерасыловна, три должностных лица Агентства: Первый заместитель Председателя Агентства - Абдрахманов Нурлан Алмасович , заместители Председателя Агентства - Кизатов Олжас Толегенович  и Хаджиева Мария Жамаловна; по одному представителю от Президента Республики Казахстан и Национального Банка Республики Казахстан.
Члены Правления Агентства от Президента Республики Казахстан, Национального Банка Республики Казахстан и Агентства назначаются и освобождаются соответственно Президентом Республики Казахстан, Председателем Национального Банка Республики Казахстан и Председателем Агентства.

## Структура
На 1 июля 2024 года:
- Департамент банковского регулирования
- Департамент банковской аналитики и стресс-тестирования
- Департамент страхового рынка и актуарных расчетов
- Департамент рынка ценных бумаг
- Департамент регулирования небанковских организаций
- Департамент защиты прав потребителей финансовых услуг
- Департамент методологии и пруденциального регулирования финансовых организаций
- Департамент стратегии и анализа
- Департамент информационной и кибербезопасности
- Департамент международного сотрудничества
- Юридический департамент
- Департамент развития человеческого капитала
- Департамент информационных технологий
- Департамент координации (город Астана)
- Департамент по обеспечению деятельности Агентства
- Управление надзорных технологий
- Управление службы Председателя Агентства
- Управление внешних коммуникаций
- Управление внутреннего аудита
- Управление учета и планирования
- Управление по защите государственных секретов и мобилизационной работе
- Управления региональных представителей (20)

## Руководство Агентства
(2004 - 2021 гг.)
| №  | Ф.И.О.                          | Дата начала и окончания работы на посту | Наименование органа                                                                                               |
| 1. | Жамишев Болат Бидахметович      | 6 января 2004 - 19 января 2006          | Агентство Республики Казахстан по регулированию и надзору финансового рынка и финансовых организаций              |
| 2. | Дунаев Арман Галиаскарович      | 19 января 2006 - январь 2008            | Агентство Республики Казахстан по регулированию и надзору финансового рынка и финансовых организаций              |
| 3. | Бахмутова Елена Леонидовна      | январь 2008 - 12 апреля 2011            | Агентство Республики Казахстан по регулированию и надзору финансового рынка и финансовых организаций              |
| 4. | Кожахметов Куат Бакирович       | апрель 2011 - январь 2014               | Комитет по контролю и надзору финансового рынка и финансовых организаций Национального Банка Республики Казахстан |
| 5. | Абылкасымова, Мадина Ерасыловна | с 2020                                  | Агентство Республики Казахстан по регулированию и развитию финансового рынка                                      |

## Примечание
УКАЗ ПРЕЗИДЕНТА РЕСПУБЛИКИ КАЗАХСТАН О дальнейшем совершенствовании системы государственного управления Республики Казахстан
Тезисы Первого Заместителя Председателя Агентства О.А. Смолякова на брифинге по презентации финального отчета по оценке качества активов БВУ
Совместное обращение Правительства РК и Национального банка РК о ситуации на мировом рынке нефти и мерах по обеспечению макроэкономической стабильности 
Ситуация в финансовой системе Казахстана стабильная – М. Абылкасымова
Более 1,6 млн заемщиков получили отсрочки по займам, 246 предпринимателей прошли одобрение на получение кредита по программе льготного кредитования и 1,7 млн человек открыли платежные карты и карточные счета для получения социального пособия
1079 игроков рынка микрокредитования зарегистрировали в Казахстане
Tengri Bank лишили лицензии на проведение банковских операций
Нацбанк объявил об изменениях программы рефинансирования ипотечных займов
Kapital.kz: Мадина Абылкасымова рассказала о 7 приоритетах концепции развития финсектора
Комментарий Агентства о приобретении АТФБанка
Tengrinews.kz: Открытие иностранных банков упростили в Казахстане
Informburo.kz: В Казахстане стал дешевле пенсионный аннуитет: 55-летний мужчина может приобрести его за 6,7 млн тенге
Kapital.kz: Элементы AQR внедрят в регулярном надзорном процессе
Informburo.kz: Новый механизм реабилитации заёмщиков с просрочкой по кредиту свыше 90 дней запустят с 8 апреля
Informburo.kz: Лицензии на микрофинансовую деятельность в Казахстане получили только 883 организации